# Vasos epigástricos inferiores
Os vasos epigástricos inferiores são duas artérias e duas veias.
- Artéria Epigástrico Inferior: tem origem na Artéria Ilíaca Externa, ascende obliquamente para a borda lateral do músculo reto abdominal onde penetra a bainha fascial do músculo, e então ascende verticalmente trocando anastomoses com arteríolas e com as artérias intercostais. Termina em uma anastomose com a Artéria Epigástrica Superior (originada da Artéria Torácica/Mamária Interna)[1]
- Artéria Epigástrica Inferior Superficial: originada na Artéria Femoral Comum
- Veia Epigástrica Inferior: tributária da Veia Ilíaca Externa
- Veia Epigástrica Inferior Superficial: tributária da Veia Femoral[2]